# Gestion des connaissances personnelles
La gestion des connaissances personnelles ((en) Personal knowledge management ou PKM) est l'ensemble des procédés qu'un individu met en œuvre pour rassembler, rechercher, classifier et partager la connaissance au quotidien, ainsi que la manière dont ces processus aident son travail. Ce concept est associé à l'idée selon laquelle le travailleur de la connaissance doit être acteur de son propre apprentissage. Enfin il s'agit d'une approche bottom-up de la gestion des connaissances, qui s'oppose à une pratique traditionnelle plus top-down.

## Modèles
Le concept de gestion des connaissances personnelles (GCP) émerge des sciences de la gestion et répond en partie aux apories des concepts de gestion de la connaissance (GC) et gestion des informations personnelles (GIM). Il fait aussi appel à d’autres disciplines, dont la psychologie cognitiviste, la philosophie et les sciences de la communication. La logique sous-jacente de la gestion de la connaissance est que la mise en place de processus pour capter les connaissances produites par les travailleurs et leurs diffusions dans l’ensemble de l’organisation permet d’accroitre significativement sa productivité. Dans le même ordre d’idée, la GCP vise une plus grande efficacité individuelle chez chaque employé. Alors que les modèles initiaux de gestion des connaissances, basés sur un effet de levier de la connaissance, demeurent indifférents aux procès de production et de diffusion de la connaissance à l’échelle individuelles, un intérêt théorique se développe sur les stratégies développées par les travailleurs de la connaissance pour traiter l’information et la transformer en connaissances . Plusieurs modèles théoriques de la GCP sont développés pour définir son activité, les compétences, les outils et les technologies qui lui sont associées.
La première définition de GCP est articulée par Frand et Hixon. Le concept apparaît en réponse à un flux d’informations toujours croissant et menaçant de noyer ses utilisateurs de par son inintelligibilité. Frand et Hixon conçoivent par conséquent la GCP comme un système produit par des individus pour leur propre usage. Elle établit un cadre conceptuel pour capter des éléments épars d’informations et les intégrer de façon cohérente à la connaissance individuelle. Les auteurs reprennent la dichotomie de Nonaka et Kateuchi entre connaissance tacite et connaissance explicite pour définir la connaissance comme un processus d’acquisition, d’expression, d’évaluation et d’intégration.  
Avery et al considèrent que la GCP nécessite une prise de conscience de l’individu, de ses capacités et de ses limites pour développer des stratégies afin d’accéder à de nouvelles informations et acquérir de nouvelles connaissances. Pour eux, la transformation des informations en connaissances passe par la comparaison, l’exploration des conséquences, la connexion avec d’autres informations et connaissances, l’échange avec les autres.  
Higgsion conçoit la GCP comme l’ensemble des méthodes de gestion et de soutien des connaissances et informations personnelles afin de les rendre accessibles, significatives et valables pour les individus. Pour Wright  il s’agit de la capacité d’accéder et d’utiliser efficacement aux ressources d’informations et de connaissances, ainsi qu’aux processus permettant d’accroître chez les individus leur efficacité, leur productivité et leur capacité d’innovation.  
Plusieurs modèles de la gestion des connaissances personnelles établissent les compétences qui lui sont liées. Dorsey propose sept compétences essentielles à la GCP : (i) la récupération de l’information; (ii) l’évaluation de l’information; (iii) l’organisation de l’information; (iv) l’analyse de l’information; (v) la présentation de l’information; (vi) la sécurisation de l’information; (vii) la collaboration autour de la connaissance.  
Pour Tsui le concept renvoie à l’ensemble des processus qu’un travailleur de la connaissance utilise dans ses tâches quotidiennes pour accroître et gérer sa connaissance personnelle. Tsui détermine comme compétences liées à la GCP l’assemblage, la classification, l’emmagasinage, la recherche et la récupération de connaissance.
Le modèle d’efficacité des connaissances personnelles proposé Pollard  propose trois étapes – l’acquisition de l’information, le traitement de l’information et l’activité sociale – qui se déclinent elles-mêmes en plusieurs tâches. L’acquisition de l’information implique de vérifier l’information, de la chercher et la récupérer, de compiler des sources disparates d’informations, et de s’inscrire à des ressources d’informations de qualité. Le traitement de l’information comprend les activités de rédaction, d’analyse, de narration, d’interprétation, d’édition, de révision, de partage et de publication. Les activités sociales se divisent en trois étapes : trouver des personnes, développer des connexions, participer à des collaborations et des interactions.
Efimova (2004) propose une série analogue de pratiques et de compétence : (i) organiser l’information personnelle; (ii) donner du à l’information; (iii) négocier son sens; (iv) créer de nouvelles idées; (v) développer des réseaux et des collaborations pour les activités de la communauté.
Le modèle de Wright articule la GCP autour de quatre types de compétences : les compétences cognitives, soit celles mobilisées dans la résolution de problème; les compétences informationnelles, qui impliquent l’ensemble des aptitudes à la recherche d’information; les compétences sociales nécessaires au travail d’équipe et à la collaboration; et les compétences d’apprentissage et de développement permettant d’acquérir de nouvelles compétences par la pratique.

Plusieurs modèles théoriques se concentrent sur la question des outils et des technologies lié à la GCP. Truch énonce deux directives pour établir et maintenir la base d’une connaissance personnelle. La première consiste à identifier les connaissances à acquérir ou conserver, l’endroit où les trouver et les compétences nécessaires à leur utilisation. La seconde se résume à connaître et faire le meilleur usage possible des outils de la GCP.  
Tsui propose toute une gamme d’outils pour faciliter les tâches du travailleur de la connaissance : outils de recherche d’index, outils de métarecherche, liens vers les références, outils de capture et de partage d’information, outils de cartographie conceptuelle (mind mapping), gestion de courriel, outils de reconnaissance vocale, outils de collaboration et de synchronisation, ressources d’apprentissage.
Agnihotri et Troutt considèrent que la trop grande quantité d’outils et de technologies associées à la GCP peuvent entrainer une confusion de leurs utilisateurs et donner lieu à une pratique infructueuse des outils de GCP en raison d’une mauvaise maîtrise des technologies. Ils appellent à évaluer les outils et technologies de la GCP selon trois dimensions : (i) la qualité de l’information fournie (ii) l’accessibilité de l’information (iii) la facilité d’utilisation.